# Mitrydates I Ktistes
Mitrydates I Ktistes (gr. Mιθριδάτης Α' Kτίστης; ur. ?, zm. 266 p.n.e.) - pierwszy król Pontu.
Założyciel dynastii Mitrydatydów. Po tragicznej śmierci jego ojca, tyrana kolonii greckiej Kios Mitrydatesa II, uciekł przed Antygonidami do Pontu i objął tam około 281 p.n.e. władzę. Zjednoczył pod swym zwierzchnictwem irańskich wielmożów panujących na tym terenie i ogłosił się królem. Potomni nazywali go Ktistes, czyli "założyciel".